# Larissa Rosado
Larissa Daniela da Escóssia Rosado (Mossoró, 22 de julho de 1974), é uma política brasileira mossoroense, filiada ao PSB. Foi Deputada estadual por quatro mandatos (2003-2006, 2007-2010, 2011-2014, 2017-2018), é filha de Sandra Rosado e Laíre Rosado Filho, ex-deputados federais do Rio Grande do Norte. Larissa é mãe de Marina Rosado, Lara Rosado e Gabriel Rosado, é casada com o professor Paulo Sidney.
Larissa é formada em Administração de Empresas pela Universidade Potiguar. Na vida profissional, já desempenhou diversas atividades tendo destaque como diretora do Jornal “O Mossoroense”, da FM Resistência e da Casa de Saúde Dix-sept Rosado, todos em Mossoró e voluntária na coordenação regional do Movimento Integrado de Orientação Social (Meios/Mossoró), com destaque para o tempo em que ficou à frente da Secretaria Estadual da Agricultura, da Pecuária e da Pesca (Sape), entre os anos de 2007 e 2008, na gestão da ex-governadora Wilma de Faria.

## Carreira política
A vocação para a política começou muito cedo. Em 1992, com apenas 18 anos, Larissa era a presidente do PMDB Jovem de Mossoró, condição na qual permaneceu até 1998. Ela também já foi delegada do Diretório Municipal do PMDB de Mossoró.
Larissa Rosado foi eleita pela primeira vez em 2003, com 39.144 votos, para exercer a função de deputada estadual na Assembleia Legislativa do Rio Grande do Norte, e em 2006 e 2010, reeleita para o cargo. Em 2014, não conseguiu se reeleger, mas em 3 de janeiro de 2017, partiu para o seu 4º mandato em decorrência da renúncia do ex-deputado Álvaro Costa Dias (PMDB), que tomou posse como vice-prefeito da cidade de Natal, capital do Estado. 
Em 2004, 2008, 2012 e 2014 ( esta última eleição complementar), foi candidata a prefeita de Mossoró, porém não obteve êxito em nenhuma das quatro eleições. Em 2004, se candidatou pelo PMDB e ficou no 2º lugar com 34.758 votos, em 2008 se candidatou pelo PSB e ficou novamente em 2º lugar com 46.149 votos, em 2012, se candidatou pelo PSB e ficou mais uma vez em 2º lugar com 63.309 votos.
Em 2018, Larissa oficializou sua candidatura a reeleição como deputada estadual nas eleições estaduais do Rio Grande do Norte em 2018, desta vez pelo PSDB , porém não obteve êxito. Ficou em 28º lugar com 1,54% (25.909 votos).. 
Apesar do seu partido (PSDB) integrar oficialmente a coligação com o então governador Robinson Faria, Larissa apoiou Carlos Eduardo Alves como candidato ao Governo do Rio Grande do Norte, Larissa contou com o apoio da então prefeita de Mossoró, Rosalba Ciarlini.
Nas eleições municipais de 2020, Larissa foi candidata a vereadora de Mossoró pelo PSDB. Conseguiu ser eleita com a 5ª maior votação e foi a mais votada de seu partido com 2.516 votos, contudo, perdeu o mandato em maio de 2023, após o PSDB ter tido seus votos anulados pelo TSE.
Em 2022, filiou-se ao União Brasil e concorreu novamente para deputada estadual, não obtendo êxito.
Em 2024, após seu grupo político perder o comando do União Brasil em Mossoró, para o grupo do prefeito Allyson Bezerra, filiou-se novamente ao PSB.